# Bucze (Beskid Niski)
Bucze – szczyt górski w północno-zachodniej części Beskidu Niskiego. 

## Nazwa
Nazwa Bucze jest odleśnym toponimem wywodzącym się od wyrazu buczyna – kolektywnego określenia lasu pierwotnie porastającego to wzniesienie. Urzędową nazwą wzniesienia jest Gręblowa Góra, jednak częściej występującą w opracowaniach i na mapach, jest Bucze. 

## Położenie
Szczyt znajduje się na Bieśniku, w gminie Łużna, w powiecie gorlickim, w województwie małopolskim, w Polsce. Jego zbocza administracyjnie należą do wsi Bieśnik, Wola Łużańska (gm. Łużna) i Bystra (gm. wiejska Gorlice).
Według współczesnej regionalizacji fizycznogeograficznej Polski Bucze położone jest na północnym krańcu mezoregionu Beskid Niski. W starszych opracowaniach szczyt zaliczany był do Pogórza Środkowobeskidzkiego.

## Geologia
Bucze położone jest na brzegu płaszczowiny magurskiej, która stanowi jednostkę tektoniczną Karpat fliszowych, w obrębie tzw. tektonicznego półwyspu Łużnej. Profil litofacjalny rozpoczyna się od warstw inoceramowych (ropianieckich), zbudowanych głównie z piaskowców i łupków powstałych w okresie górnej kredy i paleocenu. Warstwy te wykształciły się w postaci jasnych piaskowców ze sporą ilością skaleni, ułożonych na przemian z wapnistymi piaskowcami z domieszką miki. Warstwy ropianieckie przedzielają pakiety łupków w kolorze popielatym, zielonkawym lub brunatnym. Podrzędnie występują iłowce i mułowce. Płaty warstw ropianieckich nakrywają warstwy łupków ilastych (pstrych), które są utworami młodszymi, pochodzącymi z eocenu. Nad nimi występują warstwy podmagurskie, utworzone na granicy eocenu i oligocenu, z przewagą utworów łupkowo-marglistych z domieszką iłowców i piaskowców. Podstawowym elementem rzeźbotwórczym szczytu są warstwy magurskie, zbudowane z grubo ławicowych piaskowców, datowane na oligocen. 

## Ekologia
Bucze położone jest na północnym krańcu alpejskiego regionu biogeograficznego. Wierzchołek i znaczna część stoków jest zalesiona. Dominującym zespołem jest buczyna karpacka z mieszanym drzewostanem jodłowo-bukowym z udziałem jawora, sosny, świerka i innych gatunków.  

## Turystyka
Przez stoki Bucza prowadzą dwa szlaki turystyczne, pieszy i rowerowy:
 Bacówka PTTK w Bartnem – Przełęcz Małastowska – Schronisko PTTK na Magurze Małastowskiej – Magura Małastowska – Przełęcz Owczarska – Obocz – Gorlice - Bucze - Szalowa
 Królewski Szlak Rowerowy z Biecza do Szalowej